# Rómeó (televíziós sorozat)
A Rómeó (Romeo!) amerikai-kanadai tévésorozat. Romeo Miller rapper a főszereplője. A műsorban önmagát játssza: egy rappert, aki egy együttesben rappel. Három testvére van a műsorban, apja lemezkiadó, anyja és dadusa is főszereplők. A fiktív bandát „The Romeo Show”-nak hívják.

## Közvetítés
A sorozat 3 évadot élt meg 53 epizóddal. 22 perces egy epizód. 2003. szeptember 13-tól 2006. július 23-ig ment Amerikában. Nálunk és az USA-ban egyaránt a Nickelodeon tűzte műsorára.